# Lorenz Funk
Lorenz „Lenz“ Funk (ur. 17 marca 1947 w Bad Tölz, zm. 29 września 2017 w Greiling) – niemiecki hokeista grający na pozycji napastnika (centra), reprezentant kraju, olimpijczyk, trener, działacz hokejowy.

## Kariera
Lorenz Funk urodził się w Bad Tölz w rodzinie związanej z klubem SC Reichersbeuern. Jednak karierę sportową rozpoczął w 1965 roku w EC Bad Tölz, z którym już w sezonie 1965/1966 zdobył mistrzostwo Niemiec. W sezonie 1967/1968 z 54 punktami (33 gole, 21 asyst) został najlepszym punktującym Bundesligi. Ponadto trzykrotnie zdobył wicemistrzostwo Niemiec (1967, 1968, 1970) oraz dwukrotnie zajął 3. miejsce w Bundeslidze (1969, 1971).
Po sezonie 1971/1972 przeniósł się do BSC Berlin, z którym zdobył dwukrotnie mistrzostwo Niemiec (1974, 1976), dwukrotnie wicemistrzostwo Niemiec (1975, 1978) oraz zajął 3. miejsce w Bundeslidze w sezonie 1978/1979.
Po sezonie 1981/1982 wrócił do Bawarii, gdzie w sezonie 1982/1983 reprezentował barwy SC Riessersee, po czym przeszedł do występującego wówczas w 2. Bundeslidze BSC Preussen, w którym po sezonie 1985/1986 po raz pierwszy zakończył karierę sportową.
W sezonie 1988/1989 wznowił karierę sportową jako grający trener w występującym wówczas w 2. Bundeslidze EC Bad Tölz, którego zawodnikami byli jego synowie: Lorenz jr. i Florian. Po sezonie 1989/1990 ostatecznie zakończył karierę sportową, choć w sezonie 2002/2003 wystąpił w jednym meczu ligowym klubu Regionalligi, Berlin Capitals, którego był wówczas prezesem.
Łącznie w Bundeslidze rozegrał 687 meczów, w których zdobył 881 punktów (435 goli, 446 asyst).
W trakcie kariery sportowej zyskał pseudonim Lenz.

## Kariera reprezentacyjna
Lorenz Funk w latach 1965–1979 w reprezentacji RFN rozegrał 225 meczów, w których zdobył 86 punktów (57 goli, 29 asyst) oraz spędził 82 minuty na ławce kar. Trzykrotnie uczestniczył w zimowych igrzyskach olimpijskich (1968, 1972, 1976). Na turnieju olimpijskim 1976 w Innsbrucku, na którym z reprezentacją RFN pod wodzą selekcjonera Xavera Unsinna zdobył pierwszy od 44 lat medal olimpijski – brązowy medal.
Ponadto 13-krotnie uczestniczył w mistrzostwach świata (1966, 1967, 1969, 1970, 1971, 1972, 1973 – spadek do Grupy B, 1974, 1975 – awans do Grupy A, 1976, 1977, 1978, 1979).

## Kariera trenerska
Lorenz Funk po zakończeniu kariery sportowej rozpoczął karierę trenerską. W 1986 roku został trenerem BSC Preussen, z którym w sezonie 1986/1987 awansował do Bundesligi, a po sezonie 1987/1988 odszedł z klubu. Następnie w latach 1988–1990 był grającym trenerem EC Bad Tölz, a w sezonie 1990/1991 trenował SV Bayreuth.
Następnie przeniósł się do Eisbären Berlin, gdzie w latach 1991–2000 był menedżerem klubu, a w okresie od grudnia 1992 roku do stycznia 1993 roku wraz z Jiřím Králíkiem był trenerem klubu. Następnie w 2000 roku przeniósł się Berlin Capitals, gdzie najpierw był dyrektorem sportowym, a jeszcze w tym samym roku został prezesem klubu.
W latach 2015–2016 był trenerem występującego z Bezirkslidze ESC Holzkirchen.

## Sukcesy

### Zawodnicze
EC Bad Tölz
- Mistrzostwo Niemiec: 1966
- Wicemistrzostwo Niemiec: 1967, 1968, 1970
- 3. miejsce w Bundeslidze: 1969, 1971

BSC Berlin
- Mistrzostwo Niemiec: 1974, 1976
- Wicemistrzostwo Niemiec: 1975, 1978
- 3. miejsce w Bundeslidze: 1979

Reprezentacyjne
- Brązowy medal zimowych igrzysk olimpijskich: 1976

### Trenerskie
BSC Preussen
- Awans do Bundesligi: 1987

### Indywidualne
- Najlepszy punktujący Bundesligi: 1968 (54 punkty)
- Członek Galerii Sław Niemieckiego Hokeja na Lodzie

### Odznaczenia
- Srebrny Liść Laurowy: 1976
- Medal Zasługi Orderu Zasługi RFN: 5 lutego 1991

## Życie prywatne
Lorenz Funk miał żonę Marlene, z którą miał dwóch synów: Lorenza jr. (ur. 1969) i Floriana (ur. 1969), którzy również byli hokeistami. Ostatnie lata życia spędził w Greiling, gdzie zmarł 29 września 2017 roku na nowotwór złośliwy, którego zdiagnozowano w 2015 roku.